# 锡尔茨
锡尔茨是奥地利蒂罗尔州伊姆斯特县的一个市镇。总面积65.67平方公里，总人口2466人，人口密度37.6人/平方公里（2005年）。